# Tadorne
Tadorna
Genre
Tadorna est un genre d'oiseaux de la famille des Anatidae. Toutes les espèces de ce genre sont nommées tadornes.

## Description
Les tadornes sont de grands canards dont l'aspect général évoque celui des oies.

## Taxinomie
Selon les références, l'auteur du genre serait soit Oken en 1817, soit Boie, 1822. Alan P. Peterson réfute Oken, 1817, car bien qu'il semble être le premier à utiliser ce nom, il ne l'utilise pas pour décrire un genre. En 2018, l'ancienne espèce Radjah a été séparée du genre Tadorna par le congrès ornithologique international pour cause de paraphylie, elle forme maintenant un genre à part entière.
L'espèce est monotypique : aucune sous-espèce n'est reconnue.

## Comportement
Les rassemblements en mue peuvent être très importants (100 000 dans la mer des Wadden), car la plupart des couples laissent leurs petits partiellement adultes dans une crèche avec seulement un ou deux adultes.
Cette espèce est principalement associée aux lacs et aux rivières en rase campagne, se reproduisant dans des terriers de lapin, des trous d'arbres, des meules de foin ou similaires. En hiver, l'oiseau est également courant dans les estuaires et les vasières à marée.
Cet oiseau fait partie des espèces auxquelles s'applique l'Accord sur la conservation des oiseaux d'eau migrateurs d'Afrique-Eurasie (AEWA).
Les jeunes plongeront sous l'eau pour éviter les prédateurs et les adultes s'envoleront pour servir de leurre.

### Liste des espèces
Selon la classification de référence du Congrès ornithologique international (version 15.1, 2025) :
- Tadorna tadorna (Linnaeus, 1758) – Tadorne de Belon ;
- Tadorna ferruginea (Pallas, 1764) – Tadorne casarca ;
- Tadorna cana (Gmelin, JF, 1789) – Tadorne à tête grise ;
- Tadorna tadornoides (Jardine & Selby, 1828) – Tadorne d'Australie ;
- Tadorna variegata (Gmelin, JF, 1789) – Tadorne de paradis ;
- † Tadorna cristata (Kuroda, Nm, 1917) – Tadorne de Corée.

Le statut d'espèce de †Tadorna cristata (espèce éteinte) est remis en question, car il pourrait s'agir d'un hybride.

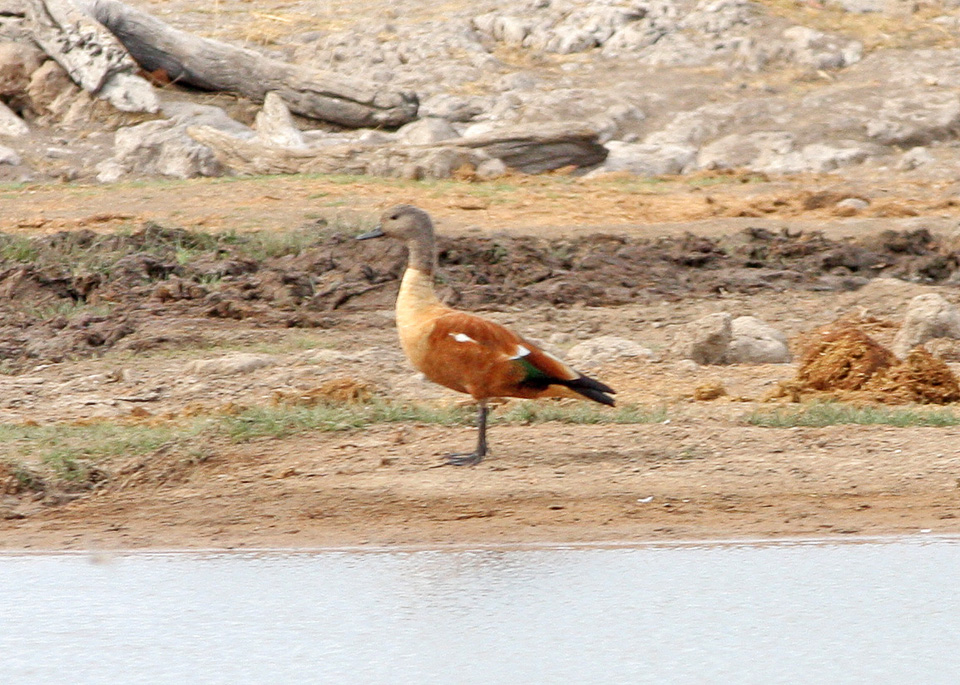
Tadorna cana.
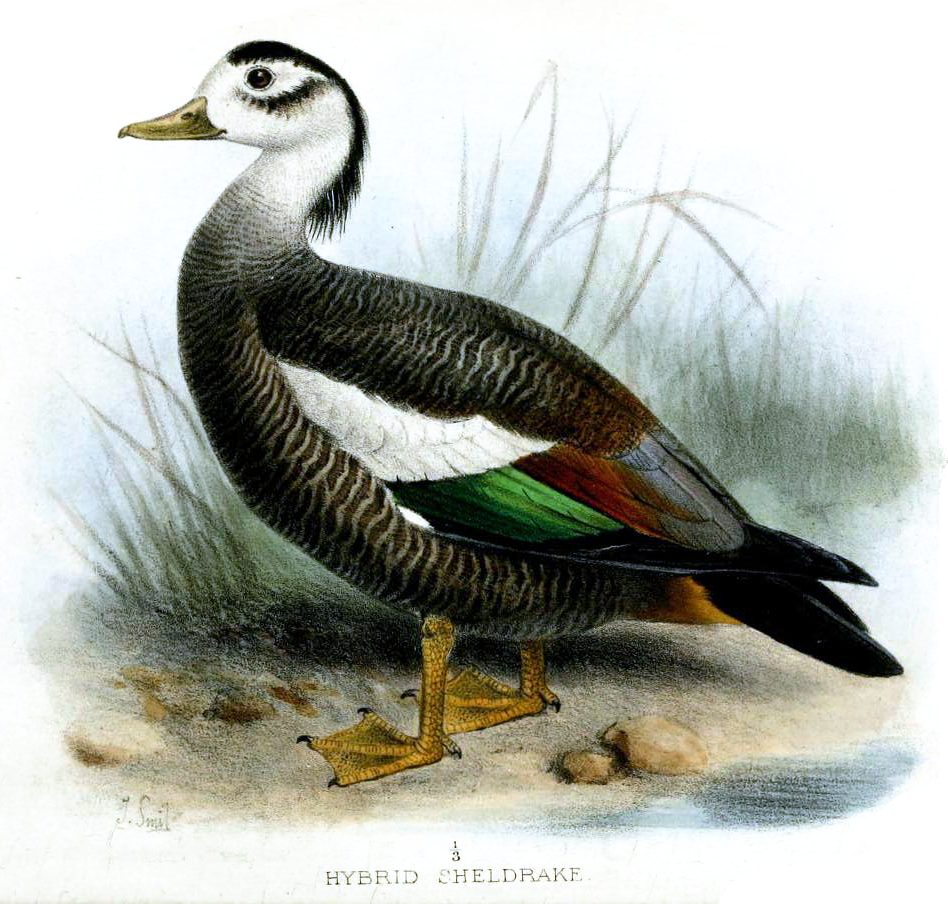
Tadorna cristata.
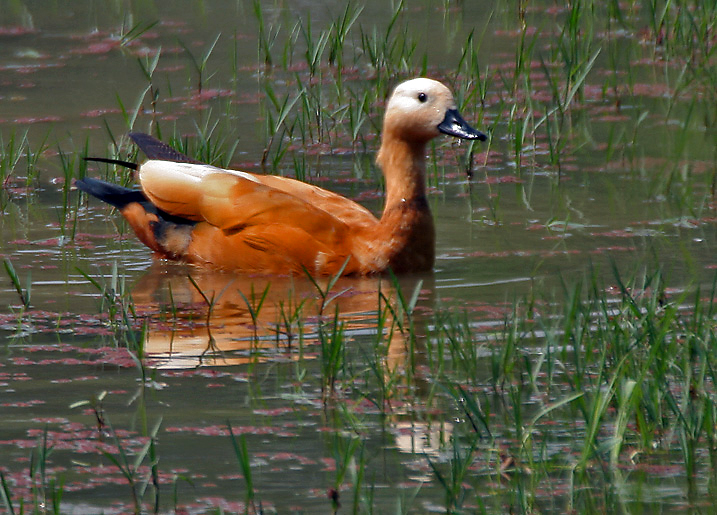
Tadorna ferruginea.
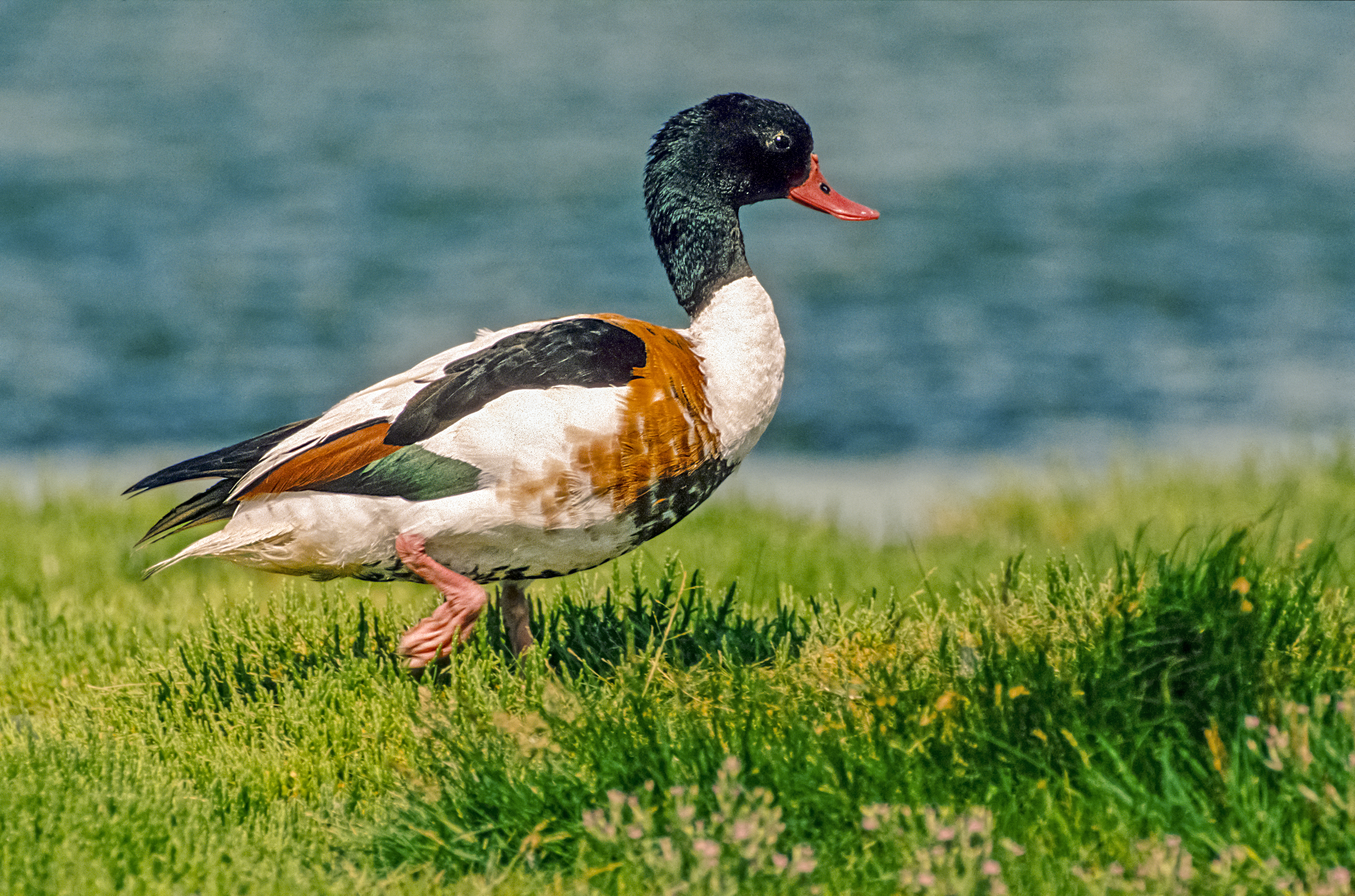
Tadorna tadorna.
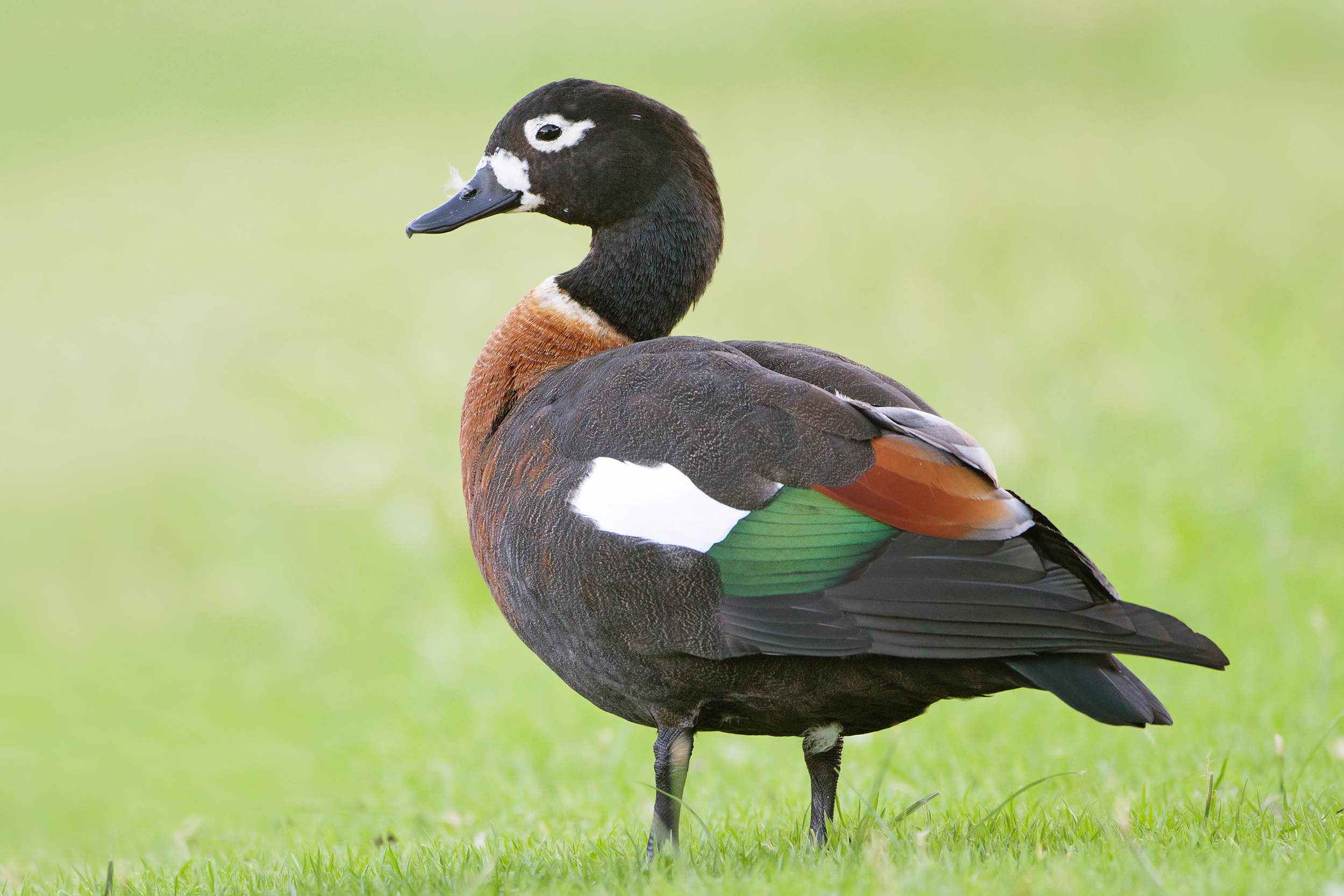
Tadorna tadornoides.
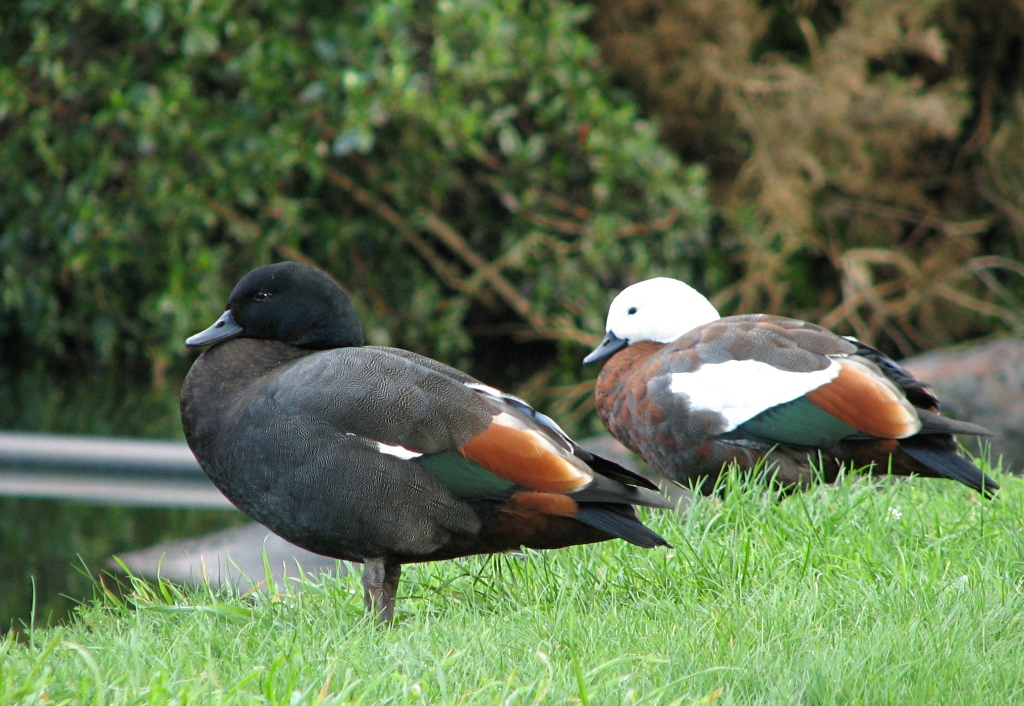
Tadorna variegata.